# Cantó de Crozon
El cantó de Crozon (bretó Kanton Kraozon) és una divisió administrativa francesa situat al departament de Finisterre a la regió de Bretanya.

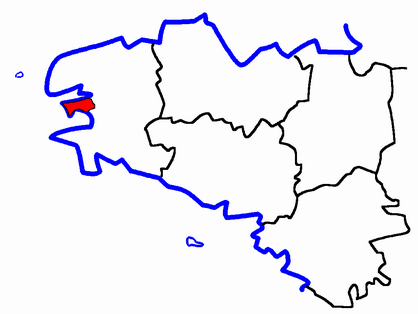
Situació del cantó

## Composició
El cantó aplega 7 comunes :
| Nom bretó   | Nom francès     | Nom gal·ló |
| Argol       | Argol           | ---        |
| Kameled     | Camaret-sur-Mer | ---        |
| Kraozon     | Crozon          | ---        |
| Landevenneg | Landévennec     | ---        |
| Lañveog     | Lanvéoc         | ---        |
| Roskañvel   | Roscanvel       | ---        |
| Terrug      | Telgruc-sur-Mer | ---        |

## Història
| Data d'elecció                           | Identitat         | Partit        | Qualitat |
| ---------------------------------------- | ----------------- | ------------- | -------- |
| 2004-                                    | Dominique Trétout | Divers gauche |          |
| les dades anteriors no són pas conegudes |                   |               |          |
|                                          |                   |               |          |